# Dirk Radszat
Dirk Radszat (4 de junio de 1971) es un deportista alemán que compitió en judo. Ganó dos medallas de bronce en el Campeonato Europeo de Judo en los años 1997 y 1998.

## Palmarés internacional
| Campeonato Europeo | Campeonato Europeo | Campeonato Europeo | Campeonato Europeo |
| Año                | Lugar              | Medalla            | Categoría          |
| ------------------ | ------------------ | ------------------ | ------------------ |
| 1997               | Ostende (Bélgica)  | Medalla de bronce  | –78 kg             |
| 1998               | Oviedo (España)    | Medalla de bronce  | –81 kg             |